# Bataille de Changsha (1939)
Pour les articles homonymes, voir Bataille de Changsha.
Guerre sino-japonaise (1937-1945)
Batailles
Seconde Guerre mondiale : batailles de la Guerre sino-japonaise
- Incident du pont Marco-Polo
- Shanghai
- Taiyuan
- Xinkou
- Pingxingguan
- Taierzhuang
- Xuzhou
- Nankin
  - bataille
  - massacre
- lac Khassan
- Wuhan
- Nanchang
- Khalkhin Gol
- Suixian-Zaoyang
- Changsha (1re)
- Guangxi
- Henan
- Zaoyang-Yichang
- Cent Régiments
- Shanggao
- Sud-Shanxi
- Changsha (2e)
- Pacification du Mandchoukouo
- Changsha (3e)
- Hubei
- Changde
- Ichi-Go
- Changsha (4e)
- Guilin-Liuzhou
- Reconquête chinoise

Guerre du Pacifique
Front d'Europe de l'ouest
Front d'Europe de l'est
Campagnes d'Afrique, du Moyen-Orient et de Méditerranée
Bataille de l'Atlantique
Théâtre américain
La première bataille de Changsha (長沙會戰) a eu lieu du 17 septembre au 6 octobre 1939. Cette bataille représente une tentative japonaise de la prise de la ville de Changsha pendant la guerre sino-japonaise. Il s'agit du premier de quatre conflits majeurs ayant opposé l'Armée impériale japonaise à l'Armée nationale révolutionnaire chinoise pour la possession de cette ville. Les autres batailles ont eu lieu en 1941, 1942 et 1944.

## Histoire

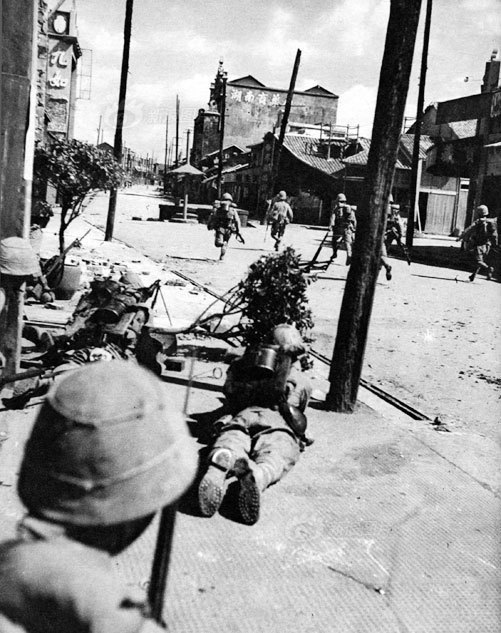
Changsha en septembre 1939.

Craignant une prise de la ville par les japonais, un incendie volontaire déclenché le 13 novembre 1938 la détruisit en grande partie.
En dépit de l'utilisation d'armes chimiques, l'armée impériale fut incapable de conquérir la ville alors que ses lignes d'approvisionnement furent coupées. Cette seconde victoire chinoise d'importance, après la victoire de Tai'erzhuang, accrut considérablement le prestige du commandant Xue Yue.
Le 14 septembre 1939, la 106e Division du général Ryotaro Nakai attaque vers l'ouest contre la 184e division chinoise de Wan Baobang et du 60e corps d'armée chinoise. Après de violents combats, les forces de défense abandonnent Gao'an. Les forces japonaises attaquent ensuite au nord-ouest vers Sandu, Ganfang et Xiushui. Au même moment, la 33e division japonaise du général Shigetaro Amakasu attaque le 15e groupe d'armées du général Guan Linzheng au sud.